# Aéroport de Jezkazgan
L’aéroport de Jezkazgan (russe : Жезказган аэропорт) (code IATA : DZN • code OACI : UAKD) est un aéroport situé à Jezkazgan au Kazakhstan.

## Situation
| \| 100 km1:25 028 000 \| Turkestan Aktaou Aktioubé Almaty Astana Atyraw Balkhach Chimkent Jezkazgan Kökşetaw Kostanaï Kyzylorda Öskemen Ourdchar Oucharal Oural Pavlodar Petropavl Sary-Arka Semeï Taldykourgan Taraz |
| 100 km1:25 028 000 |

## Compagnies et destinations

### Passagers
| Compagnies | Destinations                          |
| ---------- | ------------------------------------- |
| SCAT       | Almaty                                |
| ZhezAir    | Almaty, Karaganda-Sary-Arka, Balkhach |

Édité le 06/03/2018